# Mourèze

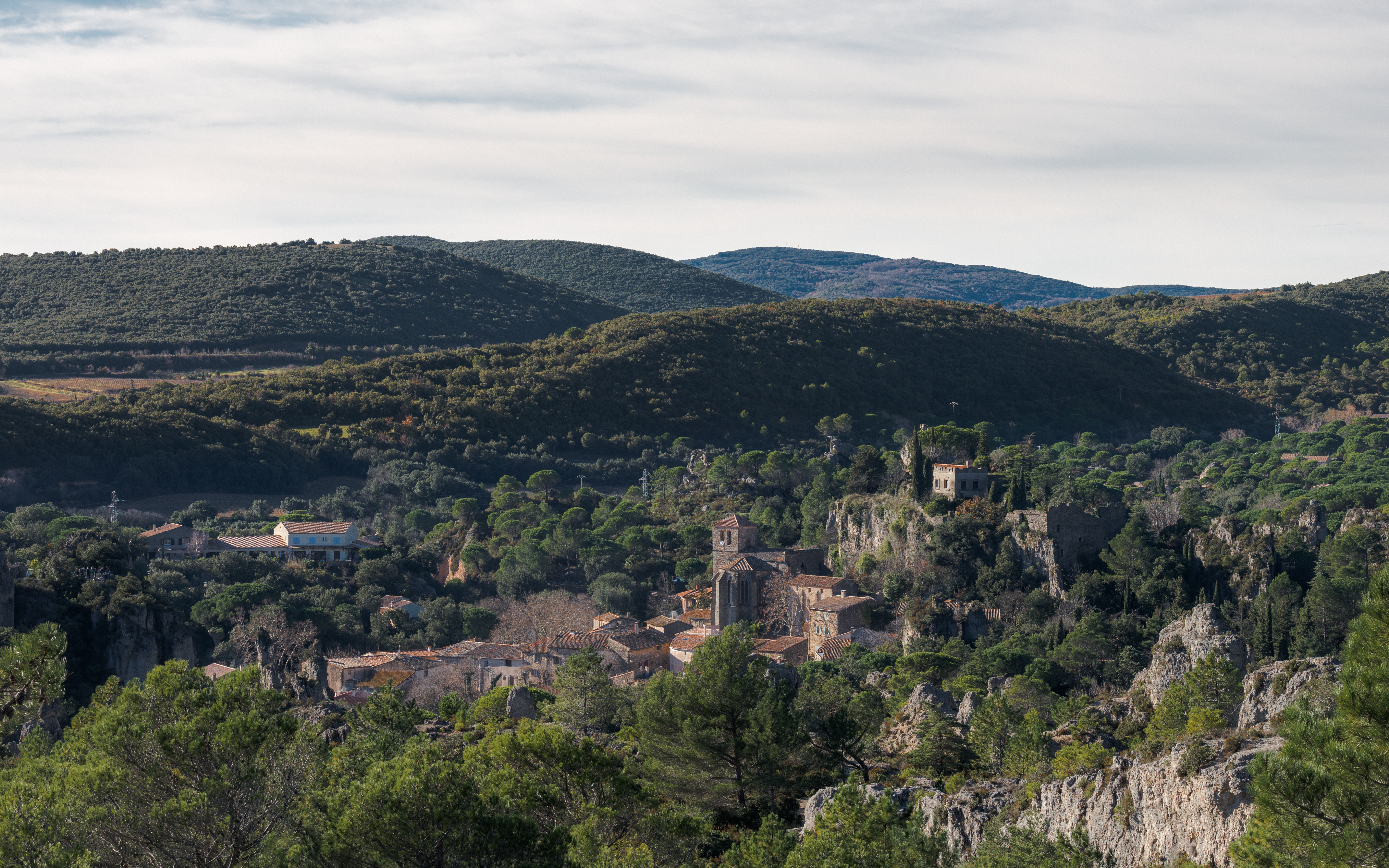

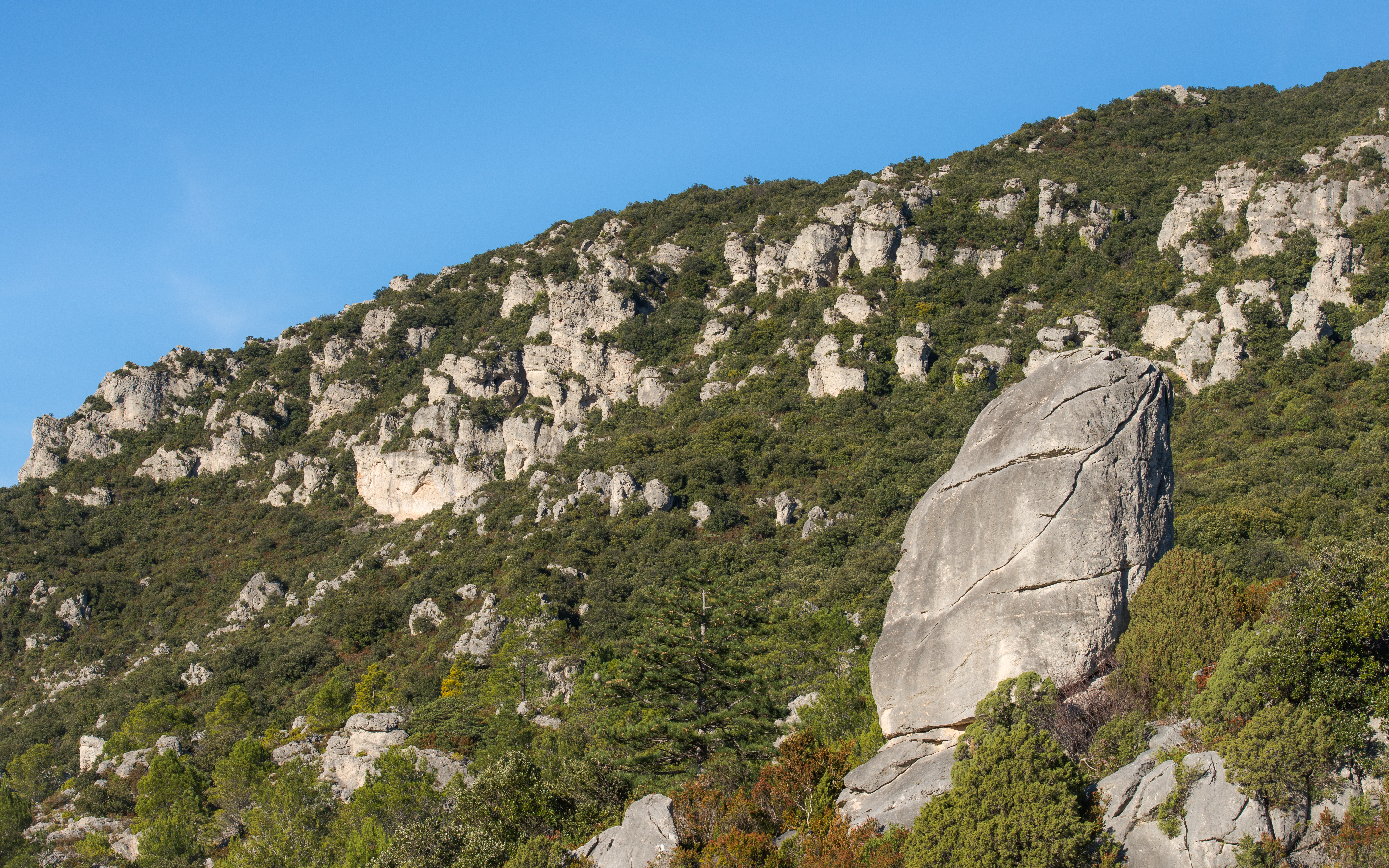

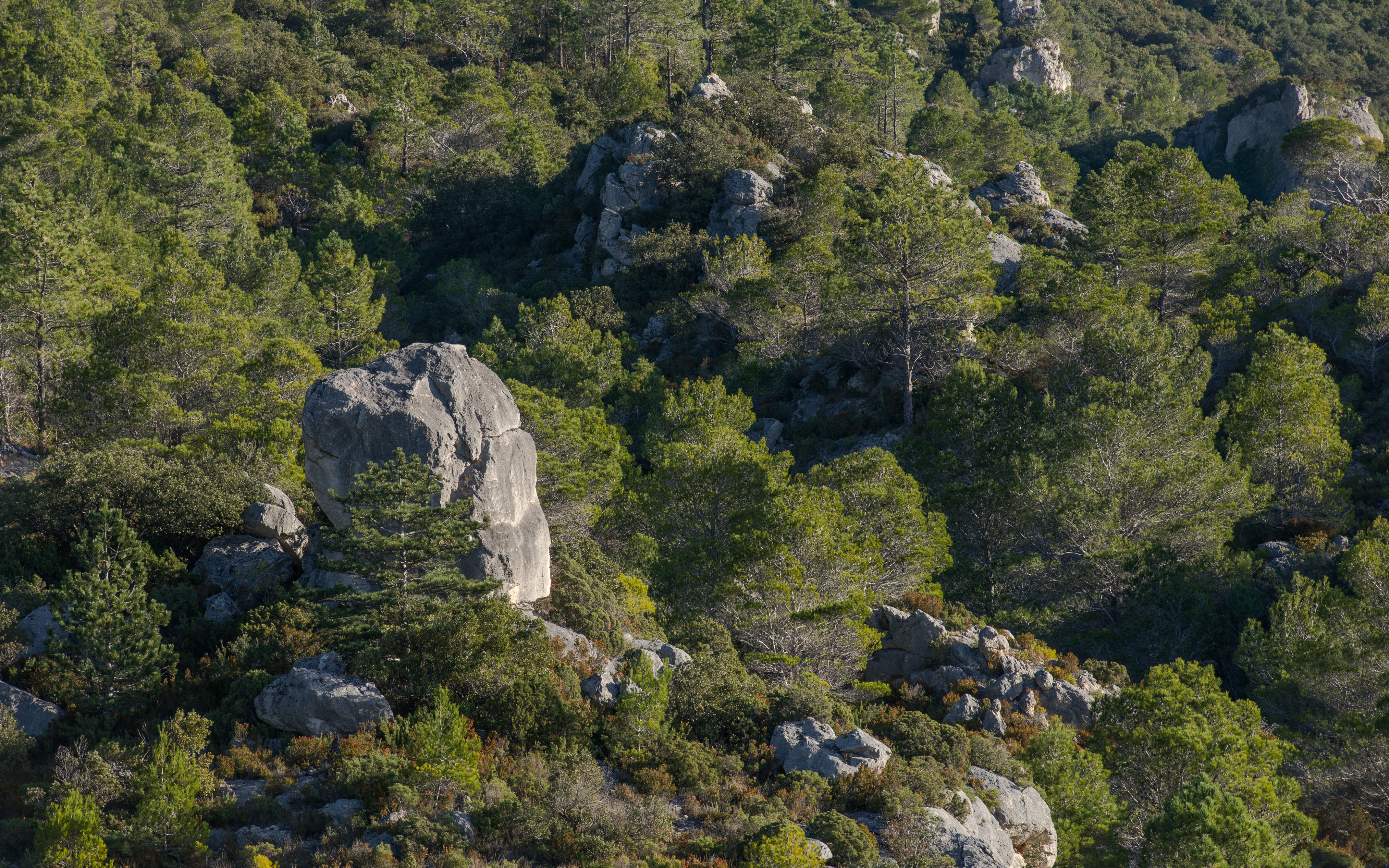

Mourèze é uma comuna francesa na região administrativa de Occitânia, no departamento de Hérault. Estende-se por uma área de 13,44 km². Em 2010 a comuna tinha 204 habitantes (densidade: 15,2 hab./km²).